# Irrlicht
Cet article concerne le moteur de rendu 3D. Pour l'album de Klaus Schulze, voir Irrlicht (album).
Irrlicht est un moteur 3D temps réel multiplateforme.
Il s'agit d'un logiciel libre sous licence zlib.
Son utilisation est libre, y compris pour des programmes à vocation commerciale.
Il existe déjà plusieurs forks du projet, dans le but d'accélérer la correction des bugs ou l'ajout de nouveautés.
Ce moteur supporte aussi bien OpenGL, Direct3D que son propre rendu logiciel; ainsi qu'un nouveau rendu, plus rapide (Apfelbaum rendering, du nom de son auteur).
L'intégration à de nombreux langages est possible, l'API est écrite nativement en C++.
Irrlicht possède aussi plusieurs fonctionnalités autres que celle de moteur 3D ce qui facilite entre autres le développement de jeux vidéo :
- analyse syntaxique XML rapide,
- moteur physique basique,
- moteur de particules.

## Apparition
Irrlicht est le mot allemand pour désigner le phénomène des feux follets.

## Compatibilité
Irrlicht est multiplateforme :
- Linux
- Windows 98, ME, NT 4, 2000, XP, XP64, Vista, 7, 10
- Mac OS
- Sun Solaris/SPARC
- Xbox 360 / PlayStation 3 (sources ?)
- iPhone / Android (Seront intégrées au SDK à partir de la version 1.9)
- AmigaOS 4

## Gestion des formats
Fichiers images supportés :
- Adobe Photoshop (.psd)
- JPEG File Interchange Format (.jpg)
- Portable Network Graphics (.png)
- Truevision Targa (.tga)
- Windows Bitmap (.bmp)
- ZSoft Paintbrush PCX (.pcx)

Fichiers structures 3D :
- 3D Studio meshes (.3ds)
- B3D files (.b3d)
- Alias Wavefront Maya (.obj)
- Cartography shop 4 (.csm)
- COLLADA (.xml, .dae)
- DeleD (.dmf)
- FSRad oct (.oct)
- Irrlicht scenes (.irr)
- Irrlicht static meshes (.irrmesh)
- Microsoft DirectX (.x) (binary & text)
- Milkshape (.ms3d)
- My3DTools 3 (.my3D)
- OGRE meshes (.mesh)
- Pulsar LMTools (.lmts)
- Quake 3 levels (.bsp)
- Quake 2 models (.md2)
- Fichiers STL 3D (.stl)